# Tuixent
Tuixent es una localidad del municipio de Josá Tuixent, en la provincia de Lérida, en la comunidad autónoma de Cataluña, España. Fue ayuntamiento independiente hasta 1973, cuando se unió al municipio de Josá del Cadí.
En 2018 contaba con una población de 40 habitantes.